# Arundanus carolinus
Arundanus carolinus är en insektsart som beskrevs av Delong 1935. Arundanus carolinus ingår i släktet Arundanus och familjen dvärgstritar. Inga underarter finns listade i Catalogue of Life.